# Grimstrup Trinbræt
Grimstrup Trinbræt er et dansk trinbræt i Grimstrup. Det åbnedes i 1897. I 1915 blev der opført en kartoffelmelsfabrik der blev en af banens faste godskunder.